# 亚历山德里亚-德尔卡雷托
亚历山德里亚-德尔卡雷托（義大利語：Alessandria del Carretto），是意大利科森扎省的一个市镇。总面积39平方公里，人口571人，人口密度14.6人/平方公里（2009年）。ISTAT代码为078007。